# Karbenning Sågverk och Hyvleri

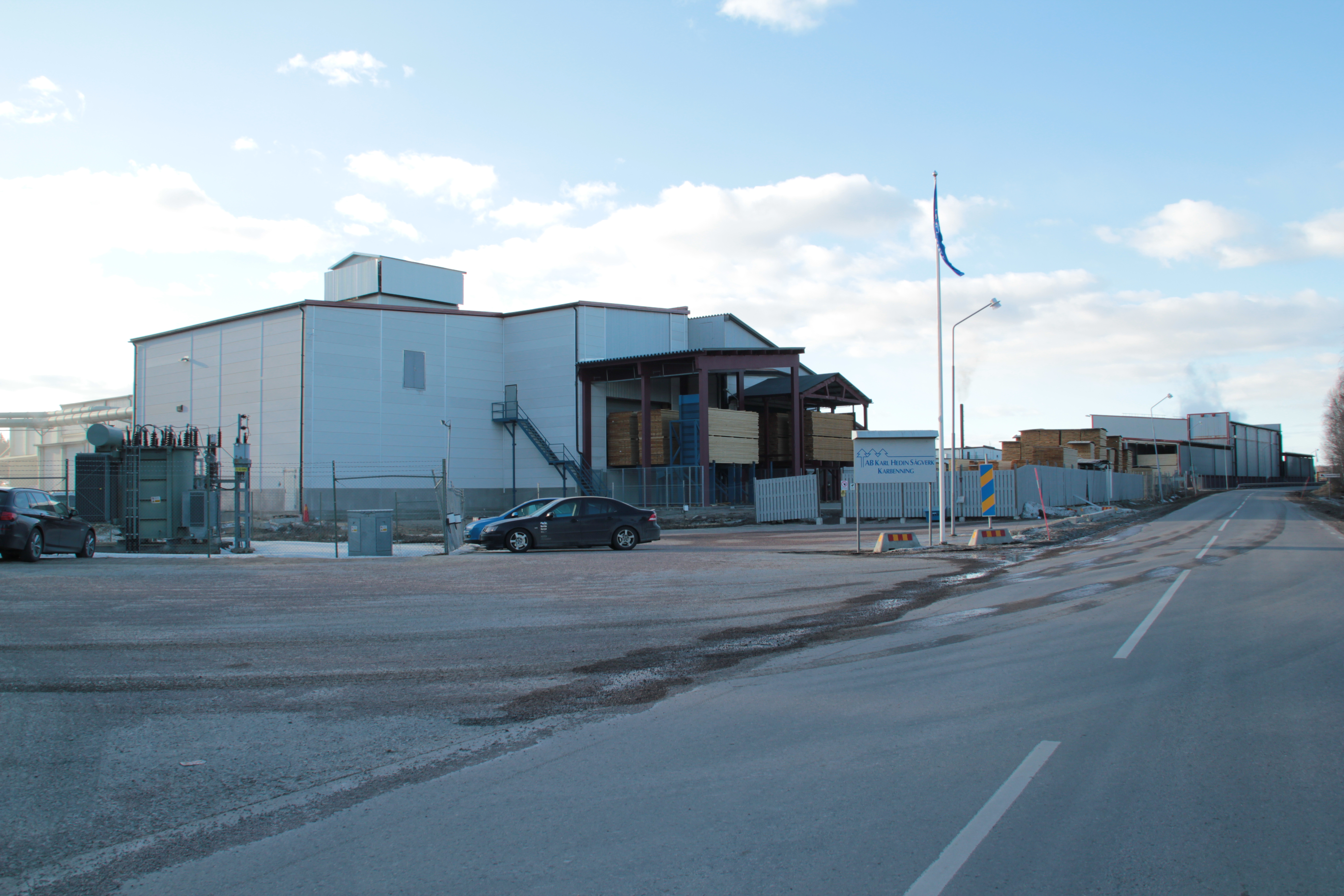
Karbenning Sågverk och Hyvleri

Karbenning Sågverk och Hyvleri är ett svenskt sågverk i stationssamhället Karbenning i Norbergs kommun. Det ligger på östra sidan av sjön Bågen.
Sågverket grundades 1919. Det övertogs 1948 av AB Karl Hedin och blev i slutet av 1900-talet Norbergs största arbetsgivare (med omkring 70 personer 1999). Det skadades av en brand 2008, men återuppbyggdes.
Karbennings såg ingår numera i AB Karl Hedin Sågverk, ett dotterföretag till AB Karl Hedin Industri. 
Det är det största av företagets fem sågverk, varav Karbenning Sågverk, Säter Ångsåg och Krylbo Sågverk finns i Sverige och övriga två nära Vöru i Estland. Företagsgruppen hade 2019 en omsättning på 1,424 miljarder kronor och 197 anställda.
Sågverket har en såglinje med vandringsverk, med anknutet hyvleri och måleri. Det producerar 232.000 kubikmeter sågad vara per år, allt av gran.